# Valentina Julina
Valentina Julina (rus: Валентина Александровна Жулина)  (Mumra, Astrakhan Oblast, 15 de juny de 1953), de soltera Iermakova, és una ex-remadora russa que va competir sota bandera soviètica durant la dècada de 1970.
El 1980 va participar en els Jocs Olímpics de Moscou, on guanyà la medalla de plata en la competició del vuit amb timoner del programa de rem. En el seu palmarès també hi destaquen dues medalles d'or i una de plata en el vuit amb timoner del Campionat del món de rem.